# Phare de Chibata
Le phare de Chibata est un phare situé dans la freguesia de laCosta da Caparica dans la municipalité d'Almada, dans le district de Setúbal (Région de Lisbonne-et-Val-de-Tage au Portugal).
Il est géré par l'autorité maritime nationale du Portugal à Oeiras (Grand Lisbonne) .

## Histoire
La construction du réservoir d'eau et l'installation d'un feu de signalisation maritime au-dessus a eu lieu dans les années 1980. La structure dans une zone isolée, près de la forêt de Boa Viagem, sur une colline à 4 km au sud-ouest de l'embouchure du Tage. Juste à côté se trouve une borne géodésique indiquant une altitude de 117,47 m.
Le réservoir d'eau, de 23 m de haut, est construit en béton armé. La citerne est peinte en jaune ocre et la tour inférieure en ocre brun. Le feu est installé sur un mât métallique avec plusieurs antennes de télécommunication. Ce feu rouge continu ne fonctionne qu'occasionnellement, avec une portée de 28 km.
Identifiant : ARLHS : POR087 ; PT-355 - Amirauté : D2138 .

### Lien connexe
- Liste des phares du Portugal